# Pristaulacus minor
Pristaulacus minor är en stekelart som först beskrevs av Cresson 1880.  Pristaulacus minor ingår i släktet Pristaulacus och familjen vedlarvsteklar. Artens utbredningsområde är Nordamerika. Inga underarter finns listade i Catalogue of Life.